# Francesco Foschi
Pour les articles homonymes, voir Foschi.
Francesco Foschi (né le 21 avril 1710 à Ancône, alors dans les États pontificaux et mort à Rome le 21 février 1780) est un peintre italien du XVIIIe siècle.

## Biographie
La famille de Francesco Foschi est liée au comte Ferretti de Castelferretti. Ses frères Carlo, Giacomo et Lorenzo ont été peintres.
Il s'installe à Fano en 1726 où il est l'élève du peintre Francesco Mancini. Il est à Rome en 1729 et y reste jusqu'en 1743. Il n'a pas été membre de l'Accademia di San Luca. Sa première commande documentée concerne des peintures illustrant les Métamorphoses d'Ovide et date de 1739.
Son père meurt le 11 mai 1743. Le 7 janvier 1744, il épouse la peintre romaine Constanza Seirman. Il est installé à Loreto en 1746. En plus d'être peintre, il est également marchand d'art. Il a des contacts fréquents avec le comte Bonaccorsi, un des plus importants mécènes de l'époque. Durant ces années, il a développé l'un de ses thèmes de prédilection : le paysage d'hiver.
Après un séjour à Rome, en 1755, il a déménagé à Pesaro, où sa fille Catherine est née. En 1764, il revient à Rome, où il installe son atelier Place d'Espagne. Cependant il a continué à faire des séjours fréquents dans les Marches, comme en témoignent les sujets de ses peintures. C'est dans cette période que son art a peint les plus célèbres de ses paysages d'hiver.
Il ne faut pas le confondre avec le peintre florentin Pier Francesco Foschi.

## Œuvres
Les œuvres de Francesco Foschi sont caractérisées par la représentation de paysage d'hiver.
- Paysage d'hiver avec torrent et voyageurs, huile sur toile, 1,02 par 1,36, signée datée et localisée[3] : Franc.cus Foschi Anconiensis pinxit Roma anno 1750, acheté en 1799 grâce à une souscription des citoyens de Grenoble. Cette œuvre est un précieux jalon pour l'évolution stylistique de l'artiste, Grenoble, musée des Beaux-arts, .
- La Translation de la maison de la Vierge, huile sur toile, 263 par 400, probablement commandé par le pape Benoît XIV, Lorette, musée apostolotique de la Maison de Lorette.
- Scène de chasse, huile sur toile, 97 par 137, musée national de Varsovie, acquis par le musée en 1964.
- Paysage sous la neige, huile sur toile, 123 par 171 cm, Palais des beaux-arts de Lille[4].
- L'Hiver, 1779, huile sur toile, 79 par 163 cm, Musée des Augustins de Toulouse[5].